# Martinu I của Sicilia
Martín I của Sicilia (tiếng Tây Ban Nha: Martín I de Sicilia, tiếng Basque: Martin I.a Siziliakoa, tiếng Aragon: Martín I de Secilia, tiếng Catalunya: Martí I de Sicília, tiếng Ý: Martino I di Sicilia, tiếng Sicilia: Martinu I di Sicilia; khoảng 1374/1376 - 25 tháng 7 năm 1409), còn được gọi là Martin Trẻ (tiếng Tây Ban Nha: Martín el Joven, tiếng Ý: Martino Giovane), là Vua của xứ Sicilia với tư cách là phu quân của Nữ vương Maria từ năm 1390 cho đến khi ông qua đời.
Cha của Martin là Vua Martin I của Aragon, và ông bà của ông là Vua Pere IV của Aragon và Eleanor của Sicilia. Vào tháng 2 năm 1390, ông kết hôn với Maria của Sicilia. Năm 1392, ông cùng Maria trở về Sicilia với một lực lượng quân sự và đánh bại lại một nhóm nam tước chống đối. Năm 1394, vua và nữ vương chỉ có con trai duy nhất Pietro, thái tử của Sicilia, qua đời năm 1400 khi chưa đầy 2 tuổi. Ông cai trị vương quốc Sicilia cùng với Maria cho đến khi bà qua đời tại Lentini vào ngày 25 tháng 5 năm 1401. Vào thời điểm đó, ông từ chối Hiệp ước Villeneuve (1372) và một mình tự cai trị Sicilia. Sau khi ông qua đời vào năm 1409 tại Cagliari, Sardinia, cha của ông, khi đó đã là vua của Aragon, đã lên cai trị xứ Sicilia với tên gọi Martin II.
Sau cái chết của Maria, Martin kết hôn tại Catania vào ngày 21 tháng 5 năm 1402 theo sự ủy quyền và vào ngày 26 tháng 12 năm 1402 với phu nhân là Blanca I của Navarra, người thừa kế của hoàng tộc Evreux và là trữ phi của Navarra, ông cũng có một con trai duy nhất với bà là Martin. Đứa con trai này cũng chỉ sống được 1 tuổi và mất ở Valencia năm 1407. Không có được hậu duệ nào trong hai cuộc hôn nhân của ông sống sót được đến tuổi trưởng thành. Hậu duệ mà ông để lại là đứa con ngoài giá thú với tình nhân Tarsia Rizzari gốc Sicilia là Fadrique của Aragon, Bá tước Luna, Ejerica và Lãnh chúa của Segorbe, sinh năm 1400 hoặc 1403, là đứa con mà cha ông, Martin II đã cố gắng hợp pháp hoá để trở thành người kế vị của mình trong Đế chế Aragon. Nhưng nỗ lực đã không thành công, và Fadrique bị Hiệp ước Caspe từ chối quyền kế vị. Fadrique kết hôn với Yolande Louise (Violante Luisa) de Mur và qua đời tại Urena vào năm 1438 mà không có hậu duệ nào.
Ông cũng có một đứa con gái ngoái giá thú với tình nhân Agathe de Pesce cũng gốc Sicilia, tên là Violante xứ Aragon, người qua đời khoảng năm 1428 và đã kết hôn hai lần: lần đầu tiên vào năm 1405 với tư cách là người vợ thứ hai (một số người nói rằng chỉ là tình nhân) với Enrique Pérez de Guzmán, Bá tước thứ 2 xứ Niebla (1371–1436), và kết hôn lần thứ hai với người em họ Martín de Guzmán.
Martin Trẻ dẫn đầu quân đội trong cuộc chinh phục Sardegna vào năm 1409, và đánh bại người thống trị Arborea trong trận Sanluri ngay trước khi ông qua đời.